# モルディブ金融管理局
モルディブ金融管理局（モルディブきんゆうかんりきょく、英語: Maldives Monetary Authority、略称:MMA）は、モルディブの中央銀行である。外為基金の管理や、銀行など金融業に対する監督、物価安定の維持、ルフィヤの価値の維持等重要な役割を持つ。1981年7月1日にモルディブ金融法が制定し、創設された。

## 外部サイト
- モルディブ金融管理局公式サイト